# Yaakov Edri
Ya'akov Edri (également orthographié Edery ou Edrey, né le 25 novembre 1950) est un homme politique israélien, maire d'Or Aqiva. Il est membre de la Knesset pour le Likoud et Kadima entre 2003 et 2013, et occupe également les postes de ministre de l'Absorption des immigrants, ministre du Développement du Néguev et de la Galilée, ministre de la Santé et ministre sans portefeuille.

## Biographie
Né au Maroc, Edri émigre en Israël en 1959. Il fréquente l'Université de Haïfa, où il obtient une licence en sciences politiques et une maîtrise en administration publique.
Entre 1989 et 2003, il est maire d'Or Aqiva, où il réside actuellement. En 2003, il est élu à la Knesset sur la liste du Likoud. Le 10 mars 2003, il est nommé vice- ministre de la Sécurité intérieure . Fin novembre 2005, il démissionne du Likoud et rejoint Kadima. Le 18 janvier 2006, il est nommé ministre de la Santé et ministre du Développement du Néguev et de la Galilée.
Edri conserve son siège aux élections de 2006 et est nommé le 27 juillet ministre sans portefeuille chargé des affaires de Jérusalem. Dans le cadre d’un remaniement ministériel en juillet 2007, il devient à la fois ministre de l’Intégration des immigrants et ministre du Développement du Néguev et de la Galilée. Il perd son ancien portefeuille le 14 juillet 2008 lorsque Eli Aflalo est nommé à ce poste.
Le 25 février 2007, il est nommé responsable des célébrations du soixantième anniversaire d'Israël. Le même jour, il est interrogé sous caution, soupçonné d'avoir tenté de recevoir des avantages personnels en échange de la promotion d'un commandant de police, Ya'akov Zigdon, alors qu'il était vice-ministre de la Sécurité intérieure. Il nie les accusations.
Il conserve son siège aux élections de 2009 après avoir été placé treizième sur la liste Kadima. Le 5 décembre 2012, quelques jours avant les élections de 2013, alors que les sondages montrent que Kadima risque de ne pas franchir le seuil, Edri annonce qu'il ne se présente pas aux élections. Il revient ensuite à la politique locale et reprend son poste de maire d'Or Aqiva.